# Afrykańska Organizacja Własności Intelektualnej
Afrykańska Organizacja Własności Intelektualnej (fr. Organisation Africaine de la Propriété Intellectuelle, OAPI) – organizacja do spraw własności intelektualnej z siedzibą w Jaunde w Kamerunie. Organizacja powstała na mocy układu Bangi z 2 marca 1977. Układ poprawiono w 1999.
17 państw członkowskich organizacji to głównie kraje, w których język francuski jest językiem urzędowym.

## Państwa członkowskie
1. Benin
2. Burkina Faso
3. Kamerun
4. Republika Środkowoafrykańska
5. Kongo
6. Wybrzeże Kości Słoniowej
7. Gwinea Równikowa
8. Gabon
9. Gwinea
10. Gwinea Bissau
11. Mali
12. Mauretania
13. Niger
14. Senegal
15. Czad
16. Togo
17. Komory (od 25 maja 2013)